# Mappa mundi

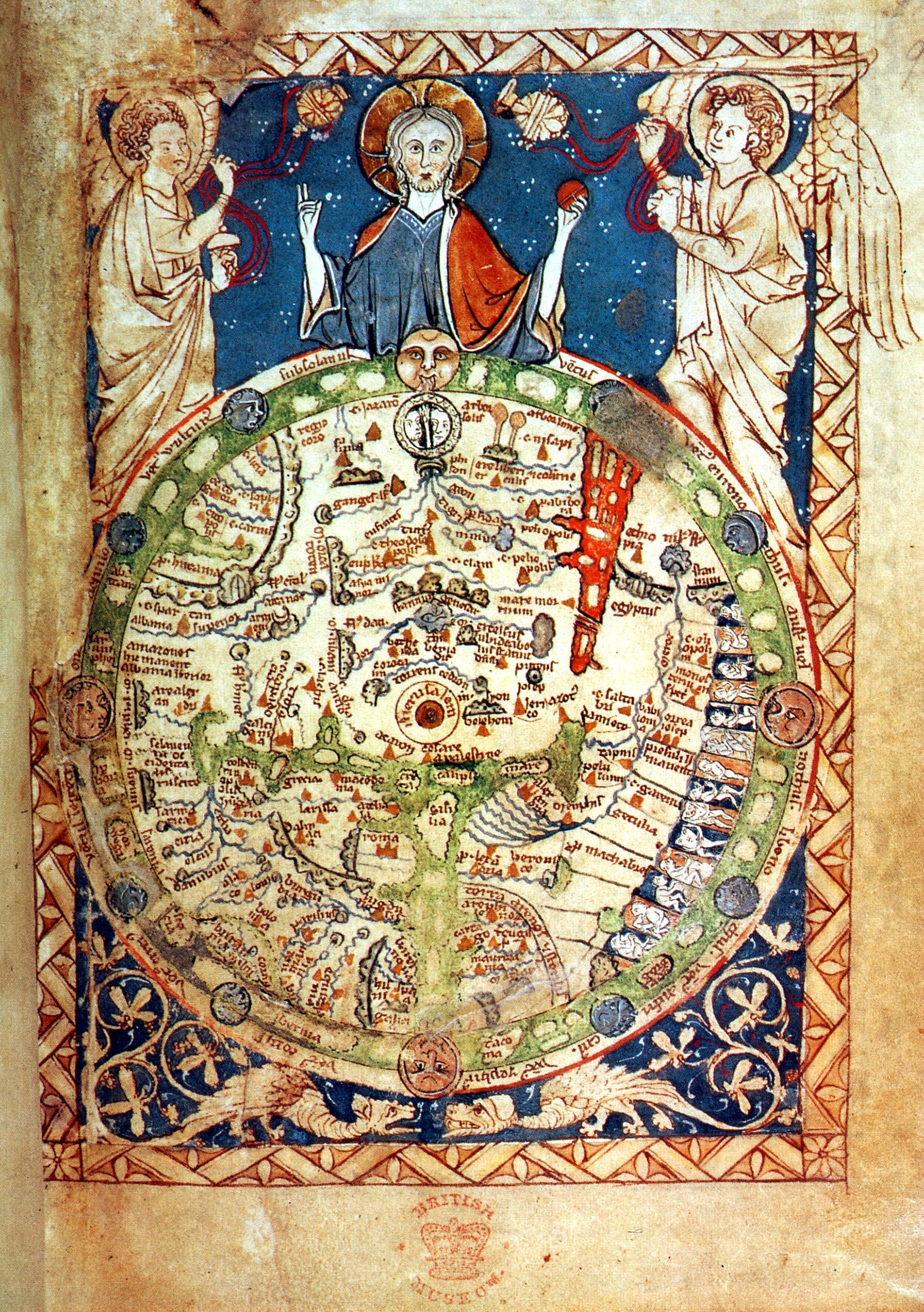
Середньовічний світ на Лондонському псалтирі

Mappa mundi (у перекладі з лат. «карта світу») — загальна назва географічних карт європейського Середньовіччя. Їх особливість полягала в тому, що вони призначалися не для практичного застосування, скажімо, при навігації (на відміну від пізніших портоланів), а для наочної ілюстрації християнської картини світобудови.

## Історія
Основоположником середньовічної картографії вважається іспанський монах Беат Льєбанський, автор VIII століття який базував свої креслення на теоретичних даних, що містились в творах Арістотеля, Птолемея та Ісидора Севільського. Одна з найбільш ранніх пам'яток — Меровінзька карта з Альбі (близько 730 року). Території на ранніх картах зображувалися вкрай схематично. У завдання їх укладачів (переважно монахів) не входила передача пропорційного співвідношення тих чи інших географічних об'єктів.
Найпоширеніші були mappa mundi типу Orbis terrae (лат. куля Землі), або карти, складені за принципом Т і О. На цих картах суша утворювала коло, розділений на три частини Середземним морем і пов'язаними з ним водоймами у формі літери Т. Для середньовічного розуму це була найбільш раціональна і гармонійна концепція світобудови, яка не суперечила географічним знанням того часу. На деякі карти наносилися виділені ще Аристотелем кліматичні зони — від арктичної до екваторіальної.
До XX століття вціліло близько 1100 картографічних пам'яток Середньовіччя — діаметром від декількох сантиметрів до трьох з половиною метрів (Ебсторфська карта). Після втрати Ебсторфської карти під час Другої світової війни, найбільшою залишається подібна до неї Герефордська карта. Настінні карти такого масштабу є стислими енциклопедіями середньовічних знань — на них достатньо місця для зображення сторін світу, біблійних оповідань, міфологічних тварин і рослин, а також заморських племен.
У пізньому середньовіччі на зміну mappae mundi приходять портолани — морські навігаційні карти із зображенням морського узбережжя, значення яких було більше прикладним. Вінцем середньовічної картографії можна вважати Каталанський атлас 1375 р., який досить точно передає обриси Європи та італійські гібриди mappa mundi з портоланами (як, наприклад, карта Фра Мавро з венеціанської бібліотеки Марчіано, яка датується 1459 роком).
Перелік видатних середньовічних карт світу (mappae mundi)
- Книга Рожера/Табула Рожеріана (1154 р.) — карта світу, виготовлена знаменитим мусульманським картографом Мухаммадом Аль-Ідрісі для норманського короля Сицилії Рожера ІІ
- Герефордська карта (с.1300 р.)
- Карта П'єтро Весконте (~1320 р.)
- Каталанський атлас (1375 р.)
- Карта фра Мавро (1459 р.)

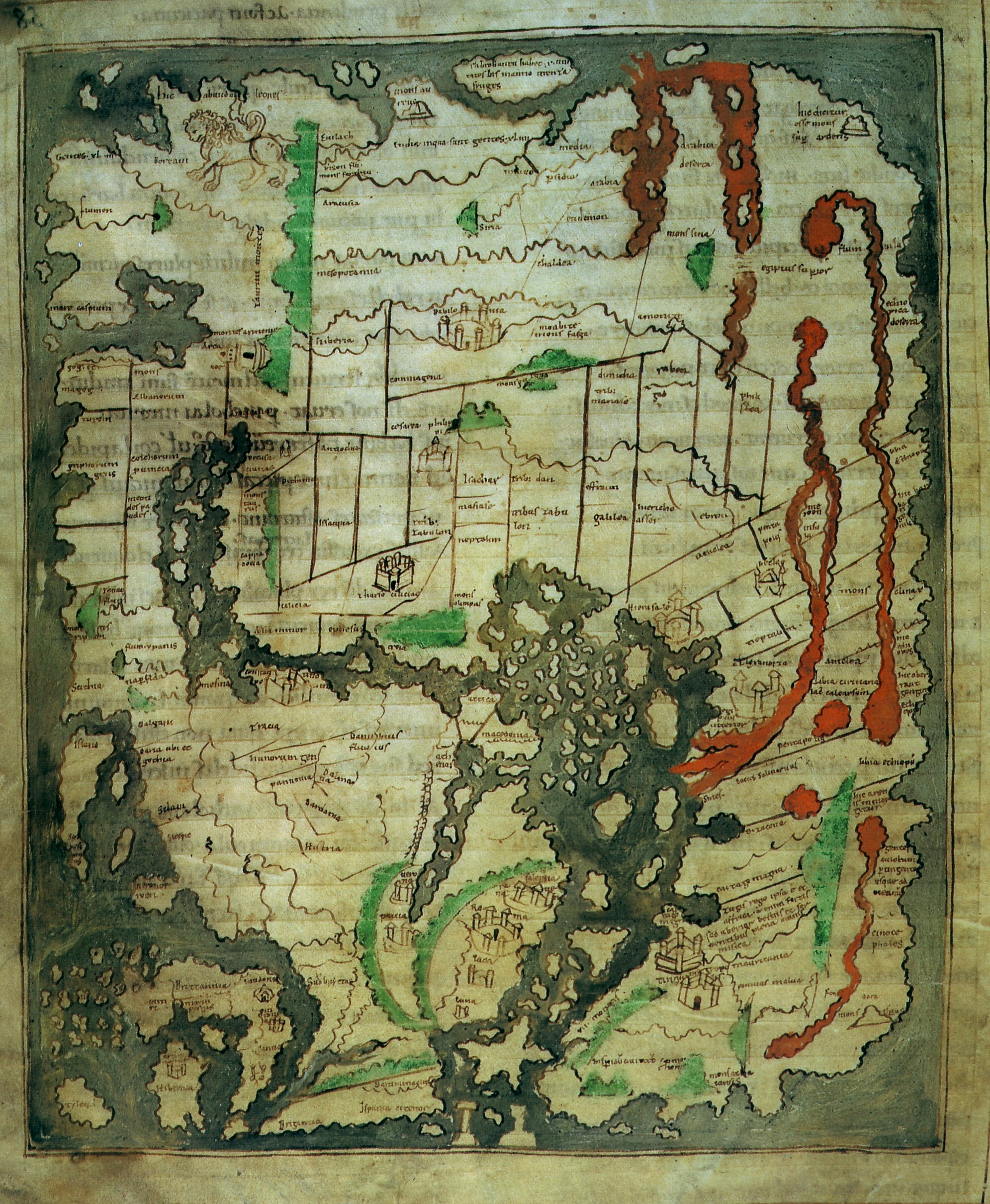
Карта світу з бібліотеки Коттона, X століття
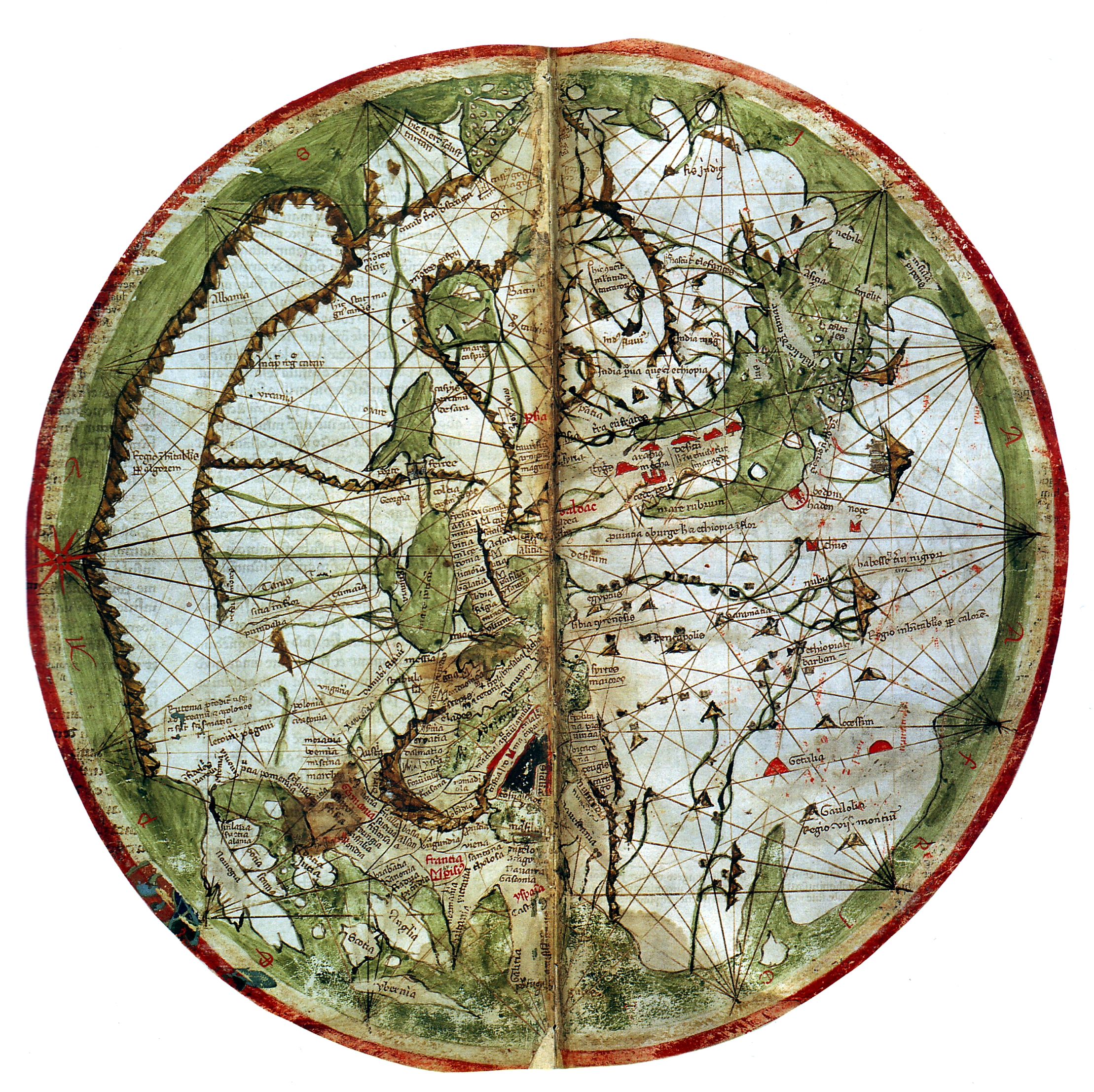
Карта П'єтро Весконте, бл. 1320 року
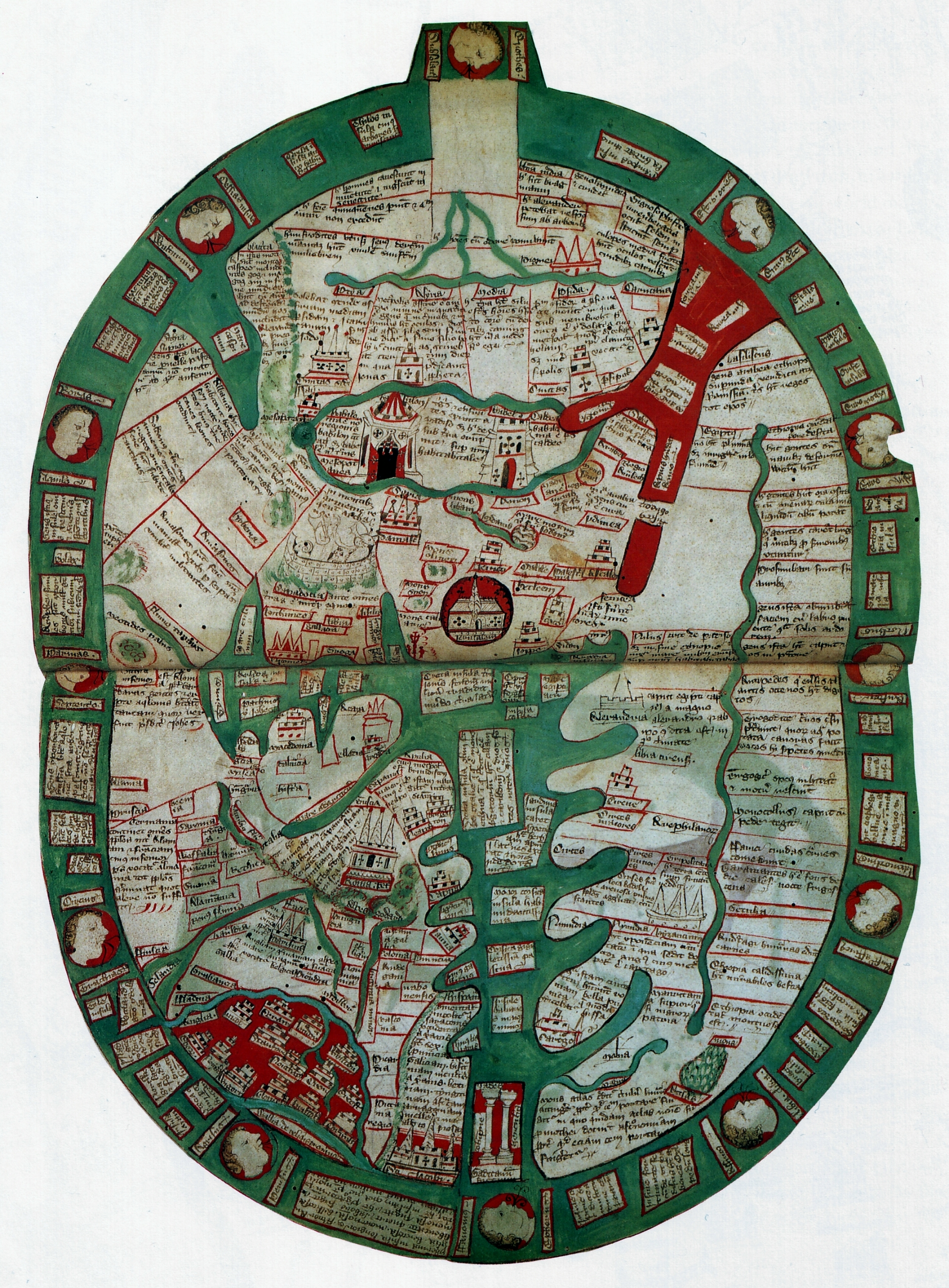
Карта світу XIV століття, Британський музей
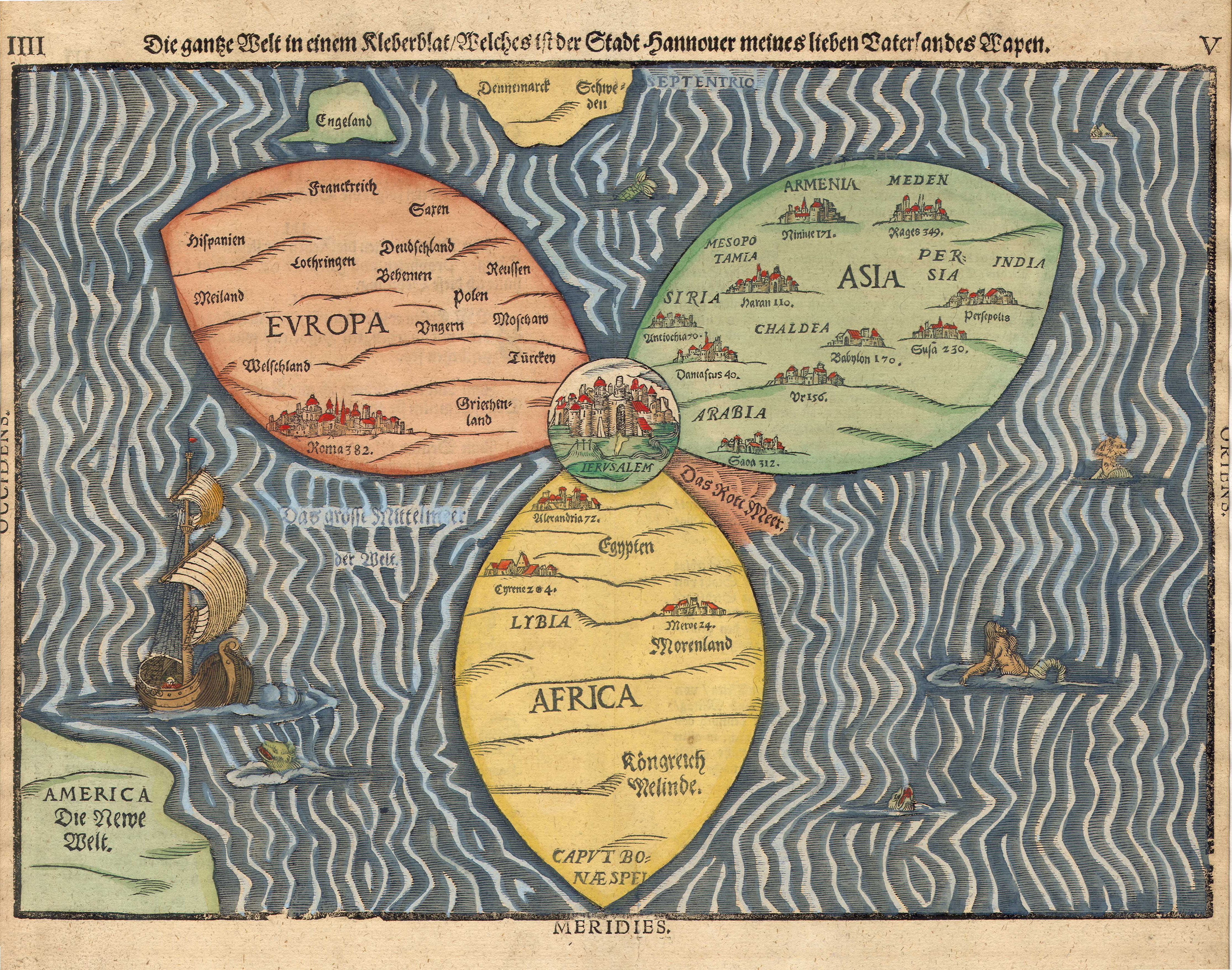
«Світ на листку конюшини». Генріх Бюнтінг, 1581